# Музей Орбиньи-Бернон
Музей Орбиньи-Бернон (фр. Musée d’Orbigny Bernon) — музей во французском городе Ла-Рошель. Располагается в доме, построенном в XIX веке по адресу rue Saint Côme, 2. Здесь представлены экспонаты, имеющие отношение к искусству стран Юго-Восточной Азии, изделия из фарфора и фаянса.

## История
Дом, в котором сейчас находится Музей Орбиньи-Бернон, построен в 1893 году для торговца Альсида Орбиньи-Бернона (1835—1907). Он был мэром города в 1893—1905 годах и занимал должность президента Торговой палаты в 1891—1906 годах. После его смерти его вдова покинула этот дом, а городской муниципалитет решил в 1921 году создать в нём музей ввиду важности и ценности архитектурного строения.
Коллекция музея представлена экспонатами, относящиеся к 1573, 1627—1628 годам и периоду Второй мировой войны. В музее сохранились разные изделия из старинного фаянса и фарфора. Второй этаж отведен под экспонаты — предметы искусства стран Юго-Восточной Азии. Среди предметов в музее есть инкрустированные слоновой костью, золотом, датированные 1640 годом. В Музее Орбиньи-Бернона проходила выставка, в составе которой были предметы, завещанные музею бароном де Шассироном в 1871 году.
Дом, в котором расположен музей, относится к историческим памятникам Франции. Является характерным образцом гражданской архитектуры XIX века. У дома есть внутренний дворик. Угловая башня соединяет центральное крыло с главным зданием.
Посетить музей Орбиньи-Бернон можно по единому билету вместе с башнями Ла-Шен, Сен-Николя, Тур-де-ля-Лантерн, если купить билет в Туристическом офисе Ла-Рошели.

## Галерея

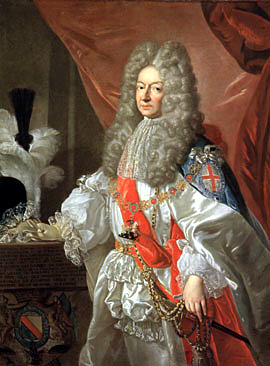
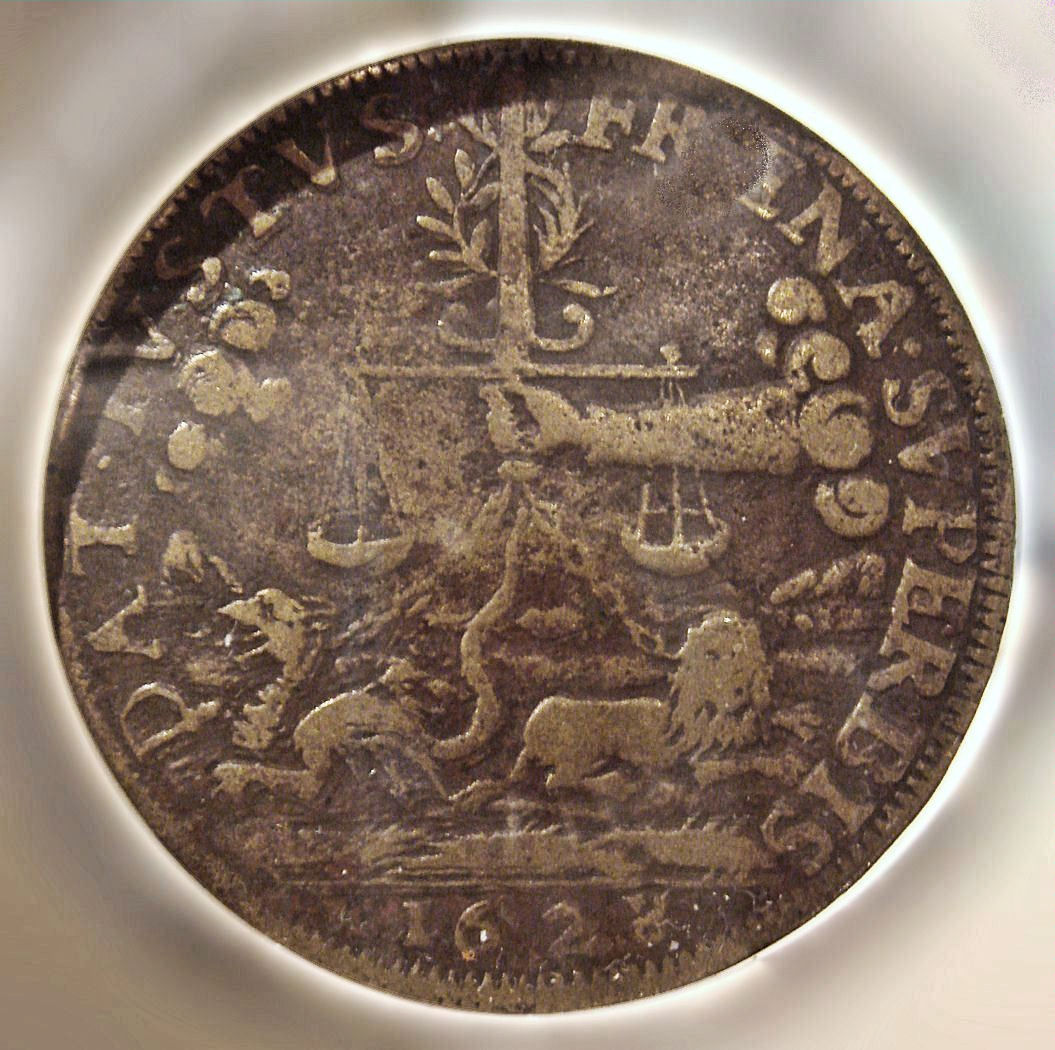
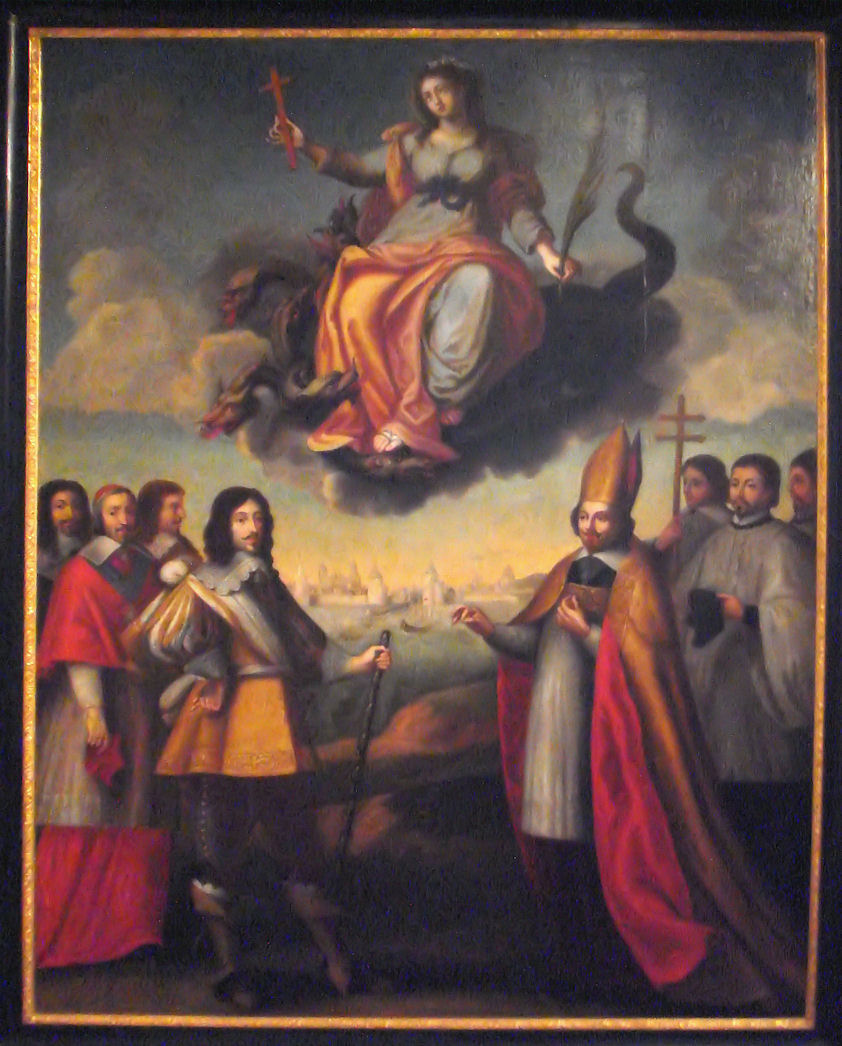
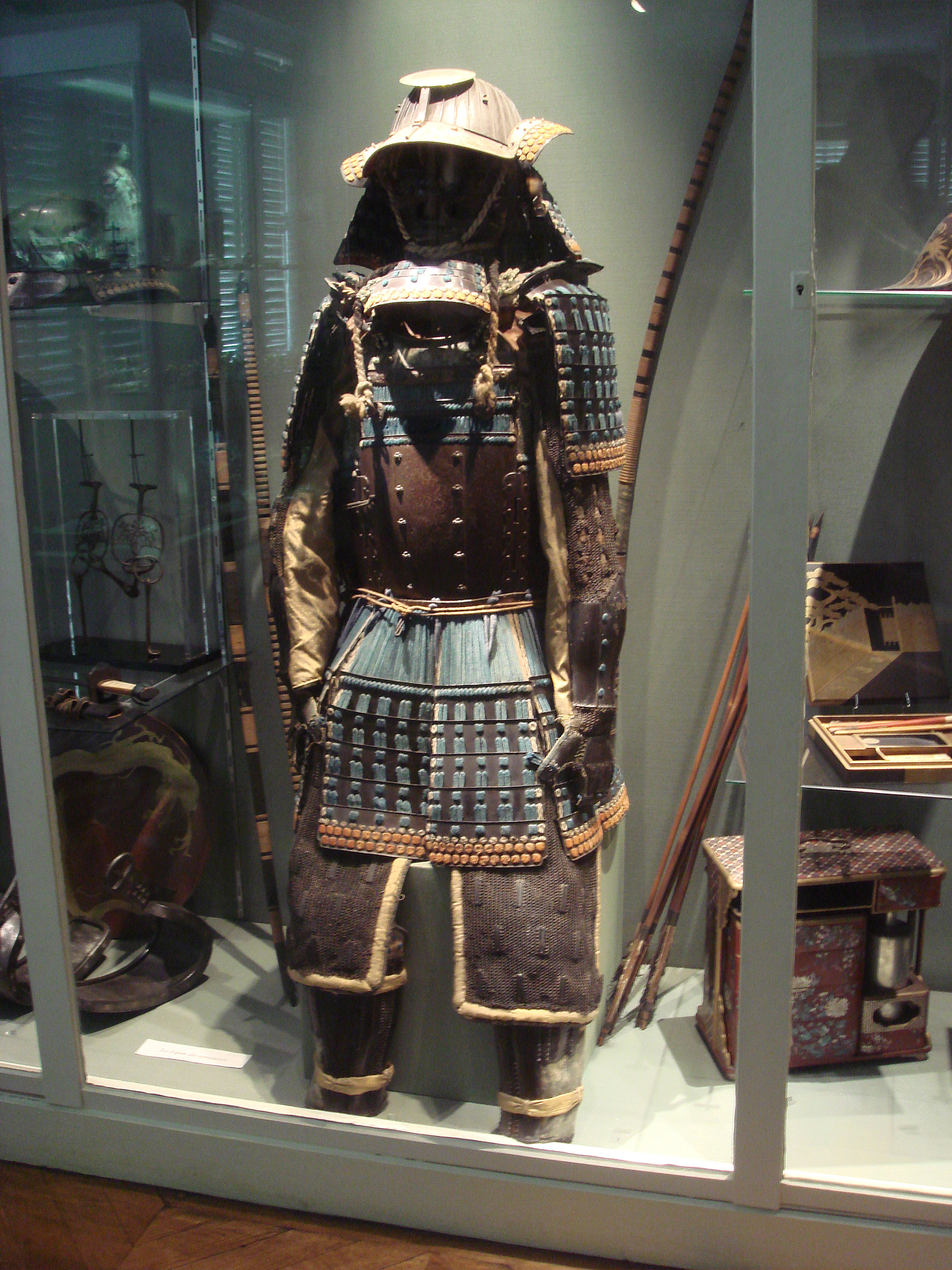
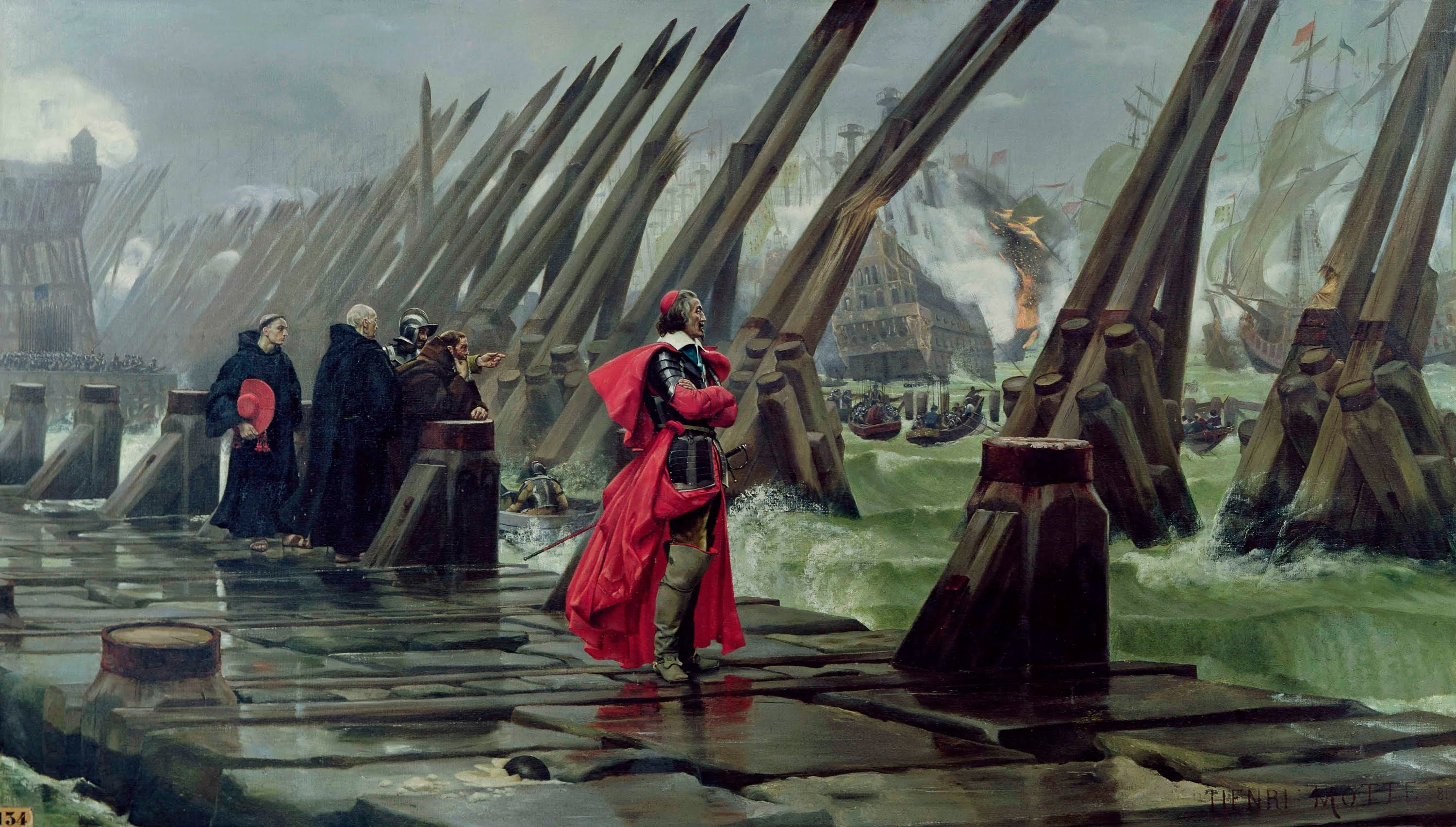
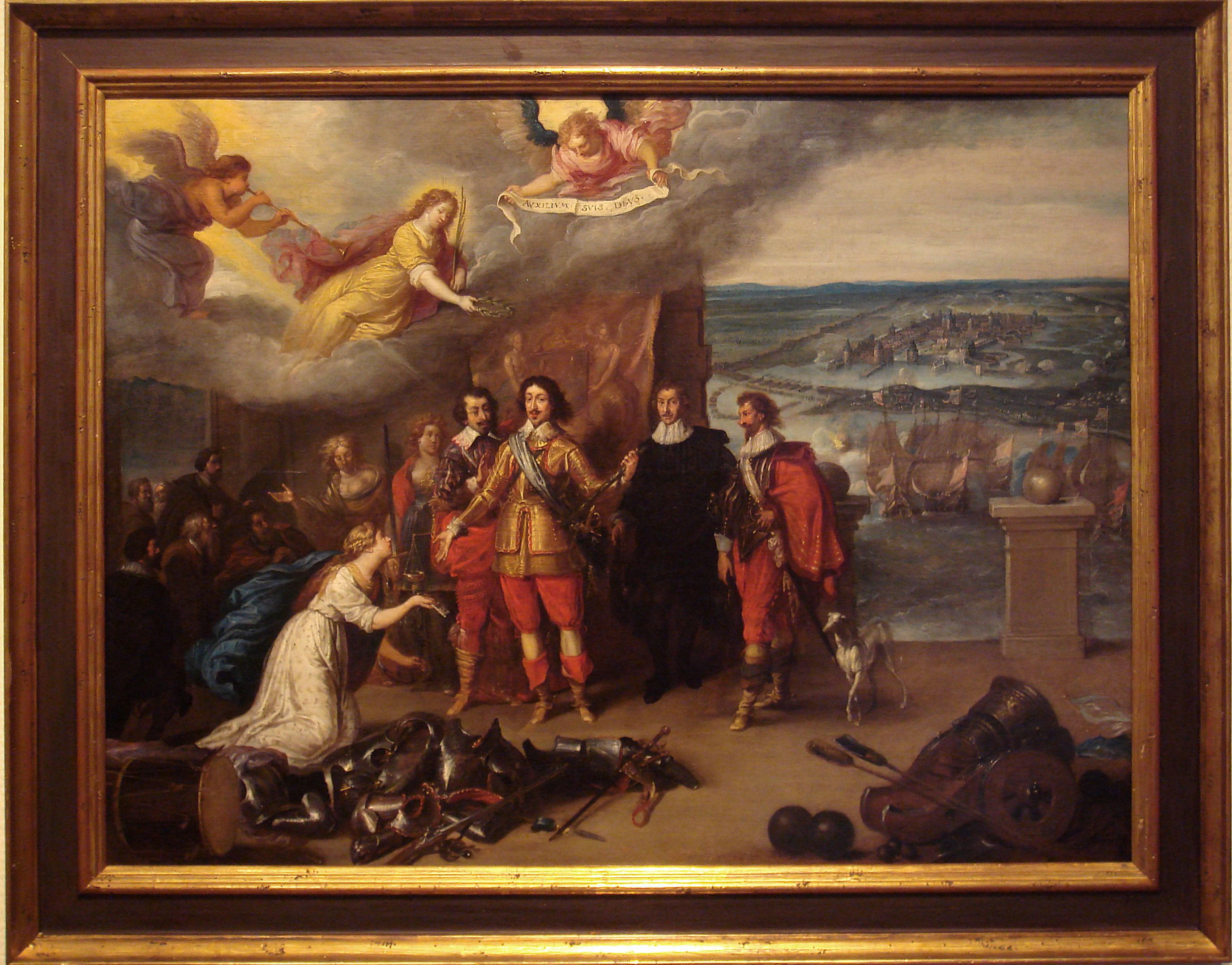